# Saša Mišić
Saša Mišić (em montenegrino:  Саша Мишић; 27 de março de 1987) é um jogador de polo aquático montenegrino.

## Carreira
Mišić integrou o elenco da Seleção Montenegrina de Polo Aquático que ficou em quarto lugar nos Jogos Olímpicos de 2016.